# SIG Pro
SIG Pro é a designação de uma série de pistolas semiautomáticas desenvolvidas pela SIG Sauer em Exeter, New Hampshire. Tornou-se a primeira pistola com corpo de polímero da SIG Sauer e uma das primeiras pistolas a apresentar um trilho de acessório universal integrado e empunhaduras intercambiáveis.
:78
Os modelos da série, são oferecidos nos calibres .40 S&W, .357 SIG ou 9x19mm Parabellum. Em março de 2020, apenas a variante SP 2022 ainda está listada no site da SIG Sauer. 
 
O SIG Pro foi comercializado como uma alternativa leve 
 
e compacta às armas SIG Sauer "legadas" em um mercado cada vez mais competitivo e voltado para o cumprimento da lei.

## Variantes
Houve duas gerações de ofertas do SIG Pro, com cinco variantes no total. 
 
A seguir, estão as pistolas semi-automáticas com cão que operam em ação dupla/ação simples (DA/SA), com um decocker e sem segurança manual, salvo indicação em contrário.

### Primeira geração
Essas variantes apresentam um trilho de acessório SIG proprietário. 
 
Foi originalmente desenvolvida como uma pistola de serviço de calibre .40 S&W e introduzida em junho de 1998, seguida em breve por uma versão em .357 SIG. Cerca de um ano depois, uma variante Parabellum de 9 × 19 mm foi introduzida e entrou em produção em resposta à demanda pelo tipo. 
:78
- SP 2340 - com câmara em .357 SIG ou .40 S&W.[5]
- SP 2009 - com câmara em 9 × 19mm.[6]
  - Um modelo (P2009-9-BMS) possui uma segurança manual e um gatilho reduzido.[7]
- SPC 2009 - versão compacta do SP 2009, com câmara em 9 × 19mm.[7]

### Segunda geração
Essas variantes apresentam um trilho Picatinny e um gatilho que é visivelmente diferente das variantes da primeira geração. 
 
O projeto foi selecionado em 2002 como uma nova pistola de serviço para a polícia francesa, com a intenção de ter uma vida útil de 20 anos (até 2022), daí o número do modelo. 

- SP 2022 - com câmara em 9 × 19mm, .357 SIG ou .40 S&W.[9]
  - Alguns modelos (como o E2022-9-BSS-MS) estão disponíveis com segurança manual.[10]
- SPC 2022 - versão compacta do SP 2009, com câmara em 9 × 19mm.[11]

## Usuários
- Bulgária: Polícia Militar da Bulgária
- Colômbia: Polícia Nacional da Colômbia, alguns milhares de SP2009  e 120.890 SP2022[12]
- França: Várias forças de segurança e agências francesas (incluindo: Gendarmerie nationale, Police Nationale e Direction générale des Douanes et Droits indirects), mais de 250.000 SP 2022 (o maior pedido único de armas de serviço desde a Segunda Guerra Mundial)[1]:80
- Iraque: Os Estados Unidos compraram um lote de SP 2022 que foi enviado pelo MNSTC-I (Multi-National Security Transition Command-Iraq) para o Exército do Iraque em 2005.
- Malásia: Polícia Real da Malásia (cerca de 2.000 unidades de SP2022 e SPC2022 no calibre 9mm foram compradas em 2007)[13]
- Peru: SP 2022, Polícia Nacional do Peru[14]
- Portugal: SP 2022, Guarda Nacional Republicana and Polícia de Segurança Pública[13]
- Suíça : SPC 2009, Polícia Militar Suíça (como Pistole 03).[13]
- Estados Unidos: SP2340 no .357 SIG Nueces County Texas Sheriff